# Santuário de Nossa Senhora da Abadia
O Santuário de Nossa Senhora da Abadia, também referido como Ermida de Nossa Senhora da Abadia, é um santuário mariano situado na freguesia de Santa Maria do Bouro, em Amares, no norte de Portugal.
O Santuário de Nossa Senhora da Abadia está classificado como Conjunto de Interesse Público desde 2016.

## Localização
Situado na encosta de uma montanha, em Santa Maria de Bouro, no município de Amares, na freguesia de Santa Maria do Bouro. Está a cerca de 4 km do Antigo Mosteiro de Santa Maria de Bouro, actualmente uma Pousada de Portugal,
À sua volta impera uma natureza deslumbrante, oxigenada pelos plátanos enormes que marginam o terreiro que dá acesso ao adro do grande santuário e a vegetação do ribeiro que se escapa entre agrestes serranias, quebrando o silêncio religioso de um recanto de oração e lazer.
|  |  |  |

## Caracterização
O Santuário de Nossa Senhora da Abadia é um santuário mariano do séc XVIII, constituído por oito capelas localizadas na rampa de acesso ao templo (chamada rebentaço), o templo e o espaço público com jardins, montanha e o rio Nava com as suas cascatas.
As capelas representam cenas da vida da virgem, nascimento, casamento, anunciação, visitação, nascimento de Cristo, fuga para o Egito.
O templo impressiona pela imponente fachada, assim como pelo seu estado de conservação. O interior do templo setecentista, tem três naves, separadas por arcadas de volta inteira assentes em colunas toscanas.
Nas naves laterais podem-se admirar vários altares, todos muito bem decorados e preservados.
O altar principal deslumbra pela sua grandiosidade, assim como pela beleza da sua talha dourada e imagens. Perto deste altar localiza-se um órgão dos finais do século XVIII.
Este templo é mantido pela paróquia de Santa Maria do Bouro.
|  |  |  |

## História
Considerado por muitos o mais antigo santuário mariano, que teria sido construído entre os séculos VII e VIII.
Apesar do primitivo santuário, recolhimento religioso chamado Mosteiro das Montanhas, que existia naqueles arredores por volta do ano 883, não existir qualquer vestígio.
A fama, segunda a lenda, ressurge quando a imagem Virgem Maria que lá estava e desaparecida há muito, escondida pelos ermitas na altura da invasão árabe, teria sido encontrada num penedo por Frei Lourenço e seu companheiro Paio Amado após o aparecimento de uma luz misteriosa a indicar a sua localização.
Após esta descoberta, foi fundado o Mosteiro de Santa Maria do Bouro, onde habitavam os monges que zelavam e tornaram ainda mais grandioso o Santuário.
|  |  |  |

## Festividades
Junto ao santuário realizam-se várias festas, romarias e procissões, sendo, destas festividades, as mais importantes: a peregrinação do concelho, sempre realizada no último domingo de Maio e a romaria no dia 15 de Agosto, o dia de Assunção de Nossa Senhora.

## Ligações exteriores
- Santa Maria do Bouro (Nossa Senhora da Abadia), evangelizo.org
- Rota dos Vinhos Verdes
- LifeCooler - O Guia da Boa Vida